# ناتاشا هوارد (كرة سلة)
ناتاشا هوارد (بالإنجليزية: Natasha Howard)‏ مواليد 2 سبتمبر 1991 في توليدو، هي لاعبة كرة سلة أمريكية. بدأت مسيرتها الاحترافية في سنة 2014. تم اختيارها من قبل فريق إنديانا فيفر خلال الدرافت. تلعب مع مينيسوتا لينكس في دوري الاتحاد الوطني لكرة السلة النسائية. وتحمل الرقم 3. لعبت مع إنديانا فيفر ومينيسوتا لينكس.

## روابط خارجية
- ناتاشا هوارد على موقع الاتحاد الوطني لكرة السلة النسائية (الإنجليزية)
- ناتاشا هوارد على موقع كرة السلة الأوروبية.كوم (الإنجليزية)
- ناتاشا هوارد على موقع كلية كرة السلة في سبورتس رفرنس.كوم (الإنجليزية)
- ناتاشا هوارد على موقع بروبوليرز (الإنجليزية)
- ناتاشا هوارد على موقع سبورتس رفرنس (الإنجليزية)